# ريان سيسيغنون
ريان سيسيغنون (ولد في 18 مايو 2000)، لاعب كرة قدم محترف يلعب مع النادي الإنجليزي توتنهام، مركزه ظهير أيسر.

## النشأة والشخصية
سيسيغنون ولد في واندزورث، لندن.
وهو ابن عم لاعب نادي مونبلييه الفرنسي ستيفان سيسينيون.

## الإحصاءات المهنية
| النادي  | الموسم  | الدوري                  | الدوري        | الدوري  | كأس الاتحاد الانجليزي | كأس الاتحاد الانجليزي | كأس رابطة الأندية الإنجليزية المحترفة | كأس رابطة الأندية الإنجليزية المحترفة | أخرى          | أخرى    | المجموع       | المجموع |
| النادي  | الموسم  | دوري                    | عدد المباريات | الأهداف | عدد المباريات         | الأهداف               | عدد المباريات                         | الأهداف                               | عدد المباريات | الأهداف | عدد المباريات | الأهداف |
| ------- | ------- | ----------------------- | ------------- | ------- | --------------------- | --------------------- | ------------------------------------- | ------------------------------------- | ------------- | ------- | ------------- | ------- |
| فولهام  | 2016–17 | دوري البطولة الإنجليزية | 25            | 5       | 3                     | 2                     | 1                                     | 0                                     | 1             | 0       | 30            | 7       |
| المجموع | المجموع | المجموع                 | 25            | 5       | 3                     | 2                     | 1                                     | 0                                     | 1             | 0       | 30            | 7       |

## روابط خارجية
- ريان سيسيغنون على موقع الاتحاد الأوربي (الإنجليزية)
- ريان سيسيغنون على موقع قاعدة بيانات كرة القدم.إي يو (الإنجليزية)
- ريان سيسيغنون على موقع ليكيب (الفرنسية)
- ريان سيسيغنون على موقع Soccerbase.com (لاعب) (الإنجليزية)
- ريان سيسيغنون على موقع Soccerway.com (الإنجليزية)
- ريان سيسيغنون على موقع عالم كرة القدم.نت (الإنجليزية)
- ريان سيسيغنون على موقع AS.com (الإسبانية)